# Rue Carnot (Romainville)
Pour les articles homonymes, voir Rue Carnot.
La rue Carnot, est une voie de communication de Romainville.

## Situation et accès

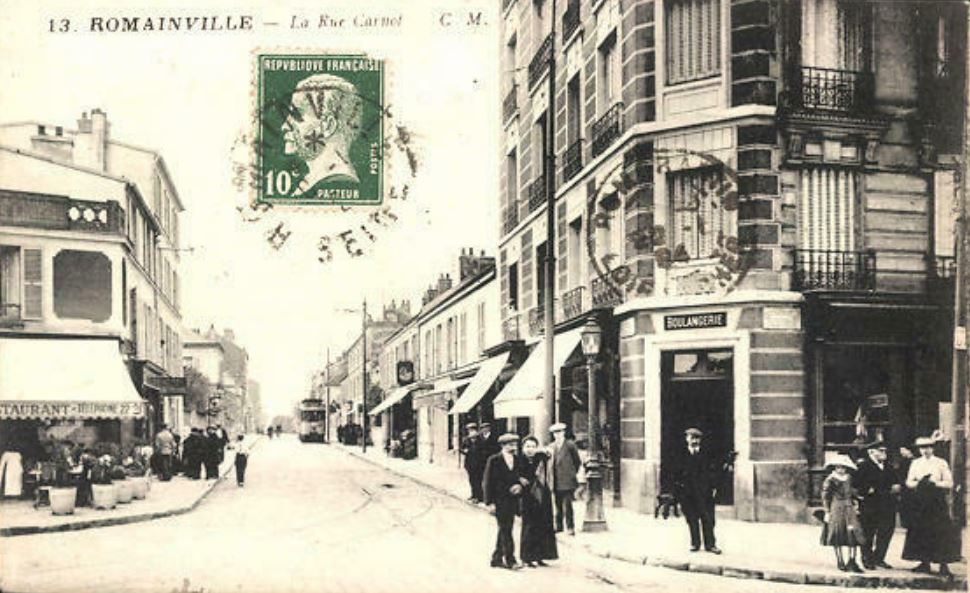
Romainville, rue Carnot.

Cette rue, orientée ouest-est, part du centre historique de Romainville, et suit le tracé de la route départementale 117.
À cet endroit se trouve l'église Saint-Germain, et la mairie de Romainville. Chemin faisant, elle croise tout d'abord la rue Paul-de-Kock, sur sa gauche. Elle rencontre ensuite le carrefour de la rue Veuve-Aublet qui part sur sa gauche. Elle forme ensuite le point de départ de la rue Gabriel-Husson, sur sa droite. Elle se termine place Carnot, d'où rayonnent de nombreuses autres voies.

## Origine du nom

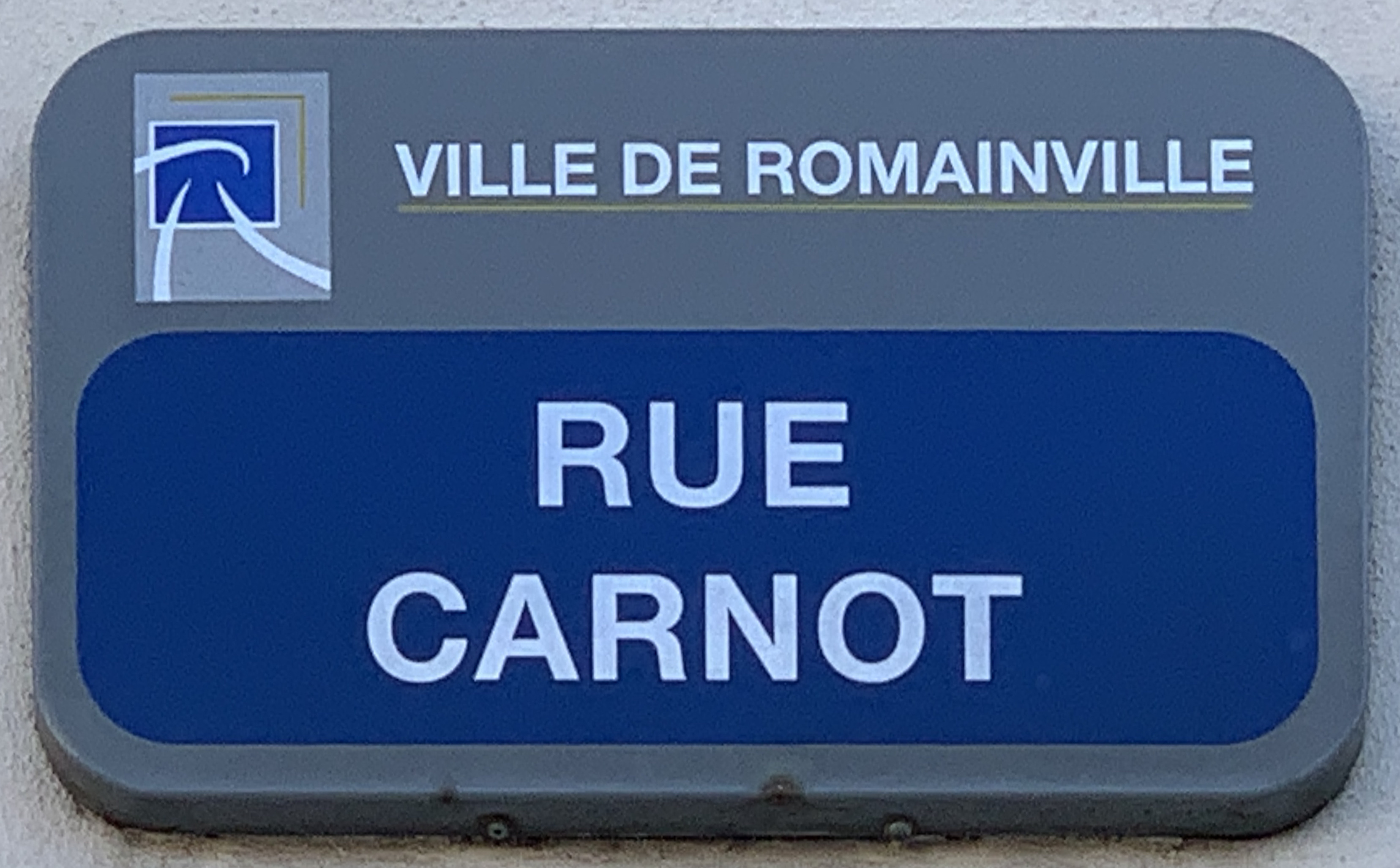
Plaque émaillée Rue Carnot, 2021.

Le nom de cette rue est un hommage à l'homme politique Sadi Carnot (1837-1894), Président de la République française de 1887 à 1894.

## Bâtiments remarquables et lieux de mémoire
- Église Saint-Germain-l'Auxerrois de Romainville

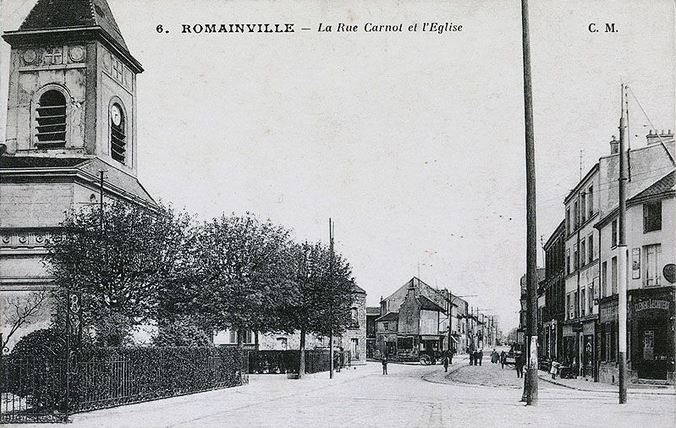
La rue Carnot et l'église paroissiale.

- Square Paul-de-Kock, au tout début de la rue.
- Hôtel de ville de Romainville.
- Une scène du film de Romeo Bosetti, L'Agent a le bras long, y fut tournée en 1910[2].